# Evaldas Šiškevicius
Evaldas Šiškevicius (Vilna, 30 de diciembre de 1988) es un ciclista lituano que fue profesional entre 2011 y 2022.

## Biografía
En 2006, en los campeonatos de Europa Juniors, Evaldas Šiškevicius fue quinto de la contrarreloj y noveno de la prueba en línea.
En 2008 se unió al equipo Vélo Club La Pomme Marseille en Francia. Ganó el Gran Premio de la Ville de Nogent-sur-Oise, y las prueba de la copa de Francia de Clubs (amateurs) de las Boucles Catalanes y el Gran Premio de Peymeinade. Fue tercero en el Campeonato de Lituania Contrarreloj, como en 2007, y también fue campeón del mundo universitario en contrarreloj. A partir del mes de agosto, fue stagiaire en las filas del equipo profesional Crédit Agricole, que desapareció a final de temporada.
En 2009 y 2010 se proclamó subcampeón de Lituania en contrarreloj. En 2010 ganó otra de las pruebas de la copa de Francia de Clubs, la Boucle de l'Artois. En los campeonatos del mundo de 2009 en categoría sub-23 en Mendrisio, termina 37.º en la contrarreloj y abandona en la carrera en línea. Participó de nuevo en los campeonatos del mundo de 2011 en Australia. Fue 29.º de la contrarreloj y 95.º en la prueba en línea.
En 2011 se convirtió en profesional con el equipo La Pomme Marseille, que adquirió el estatus de equipo continental. Doce años después compitió con el Go Sport-Roubaix Lille Métropole y, al no ser renovado a su contrato a final de temporada, puso fin a su carrera.

## Palmarés
| 2007 - 3.º en el Campeonato de Lituania Contrarreloj 2008 - Gran Premio de la Ville de Nogent-sur-Oise - 3.º en el Campeonato de Lituania Contrarreloj 2009 - 2.º en el Campeonato de Lituania Contrarreloj 2010 - 2.º en el Campeonato de Lituania Contrarreloj 2011 - Vuelta al Alentejo, más 1 etapa - 3.º en el Campeonato de Lituania Contrarreloj 2012 - 1 etapa del Tour de Bretaña - 1 etapa del Tour de Limousin - Gran Premio de la Somme 2013 - 3.º en el Campeonato de Lituania en Ruta | 2015 - Circuito de las Ardenas - Tour de Yancheng, más 1 etapa 2018 - 3.º en el Campeonato de Lituania Contrarreloj - 3.º en el Campeonato de Lituania en Ruta 2019 - 2.º en el Campeonato de Lituania Contrarreloj 2020 - Campeonato de Lituania Contrarreloj 2021 - Campeonato de Lituania Contrarreloj - 3.º en el Campeonato de Lituania en Ruta 2022 - Tour de Estonia - 2.º en el Campeonato de Lituania Contrarreloj |

## Equipos
- La Pomme Marseille (2011-2012)
- Sojasun (2013)
- Delko (2014-2021)
  - La Pomme Marseille 13 (2014)
  - Marseille 13-KTM (2015)
  - Delko Marseille Provence-KTM (2016-2018)
  - Delko Marseille Provence (2019)
  - NIPPO DELKO One Provence (2020)
  - Team Delko (2021)
- Go Sport-Roubaix Lille Métropole (2022)